# Oligoaeschna kunigamiensis
Oligoaeschna kunigamiensis är en trollsländeart som först beskrevs av Ishida 1972.  Oligoaeschna kunigamiensis ingår i släktet Oligoaeschna och familjen mosaiktrollsländor. IUCN kategoriserar arten globalt som starkt hotad. Inga underarter finns listade i Catalogue of Life.